# Joshua Harold Burn
Joshua Harold Burn (* 6. März 1892 in Barnard Castle, Grafschaft Durham in Nordost-England; † 13. Juli 1981 in Oxford) war ein britischer Pharmakologe.

## Leben
Burn studierte Physiologie an der Universität Cambridge. Im Ersten Weltkrieg war er Soldat, anschließend beendete er in London sein Medizinstudium. Von 1920 bis 1926 arbeitete er bei Henry Hallett Dale am National Institute for Medical Research in Hampstead. 1926 wurde er Direktor des Pharmakologischen Labors der Pharmaceutical Society of Great Britain, 1933 Dekan des College of the Pharmaceutical Society der Universität London, wo Edith Bülbring zu ihm stieß, eine Schülerin des Berliner Pharmakologen Paul Trendelenburg, die des Nationalsozialismus wegen Deutschland verlassen hatte. Von 1937 bis 1959 hatte Burn den Lehrstuhl für Pharmakologie der Universität Oxford inne. Ab 1943 arbeitete Hermann Blaschko bei ihm, ebenfalls ein Flüchtling aus dem nationalsozialistischen Deutschland. Nach dem Krieg machte Burn sein Institut an der South Parks Road zu einem Zentrum der Ausbildung von Pharmakologen. Über die Jahre hatte er 162 wissenschaftliche Mitarbeiter. Dazu gehörten Edward Miles Vaughan Williams, der eine nach ihm benannte Klassifizierung von Antiarrhythmika einführte, Michael Rand (1927–2002), später Leiter der Pharmakologie in Melbourne, Australien, und John Robert Vane (1927–2004), einer von drei Trägern des Nobelpreises für Physiologie oder Medizin 1982. Dazu gehörten auch junge Wissenschaftler aus dem deutschen Sprachbereich wie Albrecht Fleckenstein (1917–1992), Ullrich Trendelenburg (1922–2006), Hans-Joachim Schümann (1919–1998) und Oleh Hornykiewicz (1926–2020), die hier wieder Anschluss an die internationale Forschung fanden.

## Werk
Als Direktor des Pharmakologischen Labors der Pharmaceutical Society hatte Burn für die Qualität von Arzneimitteln zu sorgen. Er begann mit einer Standardisierung der Strophanthus-Tinktur in Zusammenarbeit mit John William Trevan (1887–1956), der statistische Methoden in das Labor einführte. Dann folgten die Standardisierung von Hypophysenhinterlappen-Extrakten und von Insulin. Diese Bemühungen mündeten 1928 in dem Buch Methods of Biological Assay, das erweitert 1937 auch auf Deutsch erschien.
Hinzu kam die Grundlagenforschung. Ab 1930 interessierte sich Burn mehr und mehr für die Pharmakologie des vegetativen Nervensystems. Er fand, dass es im Sympathikus außer vasokonstriktorischen auch vasodilatatorische Nervenfasern gibt. Mit Edith Bülbring beobachtete er 1938, dass Durchschneidung der sympathischen Nerven eines Organs dessen Empfindlichkeit gegenüber Sympathomimetika drastisch änderte, ein Phänomen, das ihn und die Neurobiologen allgemein für Jahrzehnte beschäftigte. Ebenso berühmt wie seine Entdeckungen wurde eine Fehldeutung Burns: aus zahlreichen Befunden folgerte er, die postganglionären Neurone des Sympathikus setzten primär Acetylcholin frei, und Acetylcholin setze dann sekundär den Neurotransmitter Noradrenalin frei. Diese cholinergic link hypothesis ist heute verlassen und die direkte Freisetzung von Noradrenalin gesichert.
Nach seiner Emeritierung schrieb Burn mehrere Bücher, darunter ein kleines für Studenten der Physiologie und Pharmakologie über das vegetative Nervensystem und eines für medizinische Laien, Drugs, Medicines and Man, das in acht Sprachen übersetzt wurde, darunter ins Deutsche.

## Anerkennung
Burn war Ehrendoktor der Yale University, der Universität Mainz und der Universität Bradford. Er war Ehrenmitglied der British Pharmacological Society, der Deutschen Pharmakologischen Gesellschaft und der Tschechoslowakischen Medizinischen Gesellschaft Jan Evangelista Purkyně sowie Mitglied der Leopoldina und Fellow of the Royal Society. 1960 erhielt er den Gairdner Foundation International Award, 1967 die Schmiedeberg-Plakette der Deutschen Pharmakologischen Gesellschaft und 1979 die Wellcome Gold Medal der British Pharmacological Society.